# 西鉄建設
西鉄建設株式会社（にしてつけんせつ、Nishitetsu Construction Co., Ltd.）は、福岡市中央区に本社を置く建設会社。

## 概要
西鉄グループのゼネコン（総合建設業）として、西鉄のマンション（サンリヤン、ブラントン等）や、商業店舗（西鉄ストア等）のほか、駅、商業施設の改修等も手掛ける。
福岡地場のゼネコンだが、西鉄グループ施設を施工することが多いため、会社規模にくらべて、RC（鉄筋コンクリート造）、SRC（鉄骨鉄筋コンクリート造）、S（鉄骨造）など、多彩な建築物を元請として手掛けているほか、福ビル街区建替事業（ONE FUKUOKA BLDG.）、福岡空港国内線旅客ターミナル再整備事業、ららぽーと福岡などの福岡における大規模事業の建設JVにも参画している。
近年は、公共施設（なみきスクエア）や学校（福岡市立西都北小学校新設工事、福岡市立小学校数校の増改築）、病院など西鉄グループ外の施設を手掛けることも増えてきた。
2015年には西鉄柳川駅のリニューアル工事がグッドデザイン賞を受賞している。
ハウジング（戸建住宅建設）事業では、ツーバイフォー住宅や在来工法などを用いて戸建住宅を建設しているほか、古民家再生ホテルであるカルティア太宰府も施工した。
広告事業（屋外広告物の製作・管理）も手掛けており、西鉄グループの建築物に関わる看板の設置、管理を実施しているほか、博多どんたくの花自動車は当社の広告事業部が施工している。近年は駅等のデジタルサイネージも施工するなど、さまざまな広告媒体を施工している。

## 沿革
- 1954年（昭和29年） - 久留米市津福本町において西日本車両株式会社（電車の整備・修理事業）設立[9][10]。
- 1967年（昭和42年） - 西日本車両に広告事業部門設立[10]。
- 1968年（昭和43年） - 西日本車両に建設事業部門設立[10]。西鉄興産株式会社設立[11][12]。
- 1970年（昭和45年） - 西日本車両株式会社を西鉄産業株式会社に改称[10][11]。
- 2002年（平成14年） - 西鉄産業から電車・自動車整備修理部門を西鉄興産へ分割[10]。西鉄産業は西鉄建設株式会社に、西鉄興産は西鉄テクノサービス株式会社に、それぞれ改称[10][13]。